# Mahesh Chandra Mehta
Mahesh Chandra Mehta (sinh ngày 12 tháng 10 năm 1946) là một luật sư bảo vệ lợi ích công cộng người Ấn Độ.
Năm 1996, ông được thưởng Giải Môi trường Goldman cho cuộc đấu tranh không ngừng của ông tại các tòa án Ấn Độ, chống lại các ngành công nghiệp gây ô nhiễm môi trường. Năm 1997 ông cũng đoạt Giải thưởng Ramon Magsaysay cho việc phục vụ công cộng ở châu Á.